# .in
.in – domena internetowa przypisana dla stron internetowych z Indii, działa od 1989 roku.

## Domeny drugiego poziomu
- .in – dla wszystkich
- .co.in – dla spółek, banków i znaków towarowych
- .firm.in – dla sklepów, partnerów handlowych, biur itd.
- .net.in  – związane z internetem
- .org.in – dla organizacji "non-profit"
- .gen.in – dla pozostałych
- .ind.in – dla klientów indywidualnych
- .ac.in – dla instytucji akademickich
- .res.in – dla indyjskich instytucji badawczych
- .edu.in – dla celów edukacyjnych
- .gov.in – dla rządu Indii
- .mil.in – do celów wojskowych
- .nic.in – dla indyjskiego National Informatics Centre (Narodowego Centrum Informatycznego)